# ليزا غولدستاين
ليزا غولدستاين (بالإنجليزية: Lisa Goldstein)‏ (21 نوفمبر 1953، لوس أنجلوس في الولايات المتحدة)؛ كاتِبة وروائية أمريكية. درست في جامعة كاليفورنيا.